# كيسمايو
كيسمايو (بالصومالية: Kismaayo)‏ مدينة ساحلية في الصومال، وتعرف كونها ثالث أكبر المدن بعد العاصمة مقديشو ومدينة هرجيسا. تقع على بعد 328 ميل (528 كم) جنوب غرب مقديشو بالقرب من مصب نهر جوبا على المحيط الهندي.
اعتبارا من عام 2014، قدر عدد سكانها بحوالي 489,307 نسمة. وفي العام 1993، قدر عدد السكان وقتها ب 170,000، فيما قدر عددهم في العام 2002 ب201،000.

## المناطق
تقسم المدينة إلى 5 أحياء أو مناطق رئيسية هي: Farjano، Faanoole  Shaqaalaha، siinaay وCalanleey.
وأهم منطقة في المدينة هي كالانلي وهي أقدم هذه المناطق وتضم هذه المنطقة مجموعة متنوعة من العرقيات بينهممن دارود إسماعيل وهم موسسي المدينة العرب، البانتو، البرافنيسي والباجون وغيرهم من الأقليات.
مطار كسمايو، والذي كان سابقا قاعدة تدريب القوات الجوية الصومالية، يبعد نحو 10 كم من المدينة، ويبلغ طول مدرجه 12,000 قدم. وأعيد افتتاحه في أكتوبر 2008.
جامعة كيسمايو تأسست في أغسطس 2005، وتبعد نحو 1 كيلومتر شمال المدينة على طول الطريق الرئيسي بين مقديشو وكسمايو.

## التاريخ

علم سلطنة أجوران، وهي إمبراطورية صومالية مؤثرة سيطرت على كيسمايو ومنطقة جوبالاند الأكبر خلال العصور الوسطى.

كان يحكم المدينة والمناطق المحيطة سلطان زنجبار في 1835. وفي الفترة من 1875 إلى 1876، ضمها الخديوي إسماعيل باشا إلى الدولة العثمانية. وكانت جزء من جوبا لاند التي سيطرت عليها بريطانيا.
في الفترة من 1 يوليو 1895، صارت جزء من شركة شرق أفريقيا الإمبريالية البريطانية. في 15 يوليو 1924، تم التنازل عنها لإيطاليا لتصبح جزءا من مستعمرة جوبا لاند «Oltre Giuba»، وفي 1926، تم ادراج المنطقة ضمن مستعمرة سومالي لاند الإيطالية، وأصبحت المدينة عاصمة لإقليمها ضمن الصومال الإيطالي.

### اتحاد المحاكم الإسلامية
في 16 يناير 2006، قتل تسعة اشخاص في معارك عنيفة بين فصائل من «تحالف وادي جوبا»، من أجل السيطرة على كيسمايو. وفي 24 سبتمبر 2006 تعرضت مدينة كيسمايو لغزو من قبل اتحاد المحاكم الإسلامية.

### الحرب في الصومال
في أعقاب خسارة كبيرة من الأراضي الاثيوبية بين الحكومة الاتحادية الانتقالية والجيش في كانون الأول / ديسمبر 2006، وكان أول تراجع لاتحاد المحاكم الإسلامية في العاصمة مقديشو، لكنه تخلى عن مقديشو دون صراع على 28 كانون الأول / ديسمبر 2006، والتحرك نحو كسماوي في الجنوب والسماح للحكومة الاتحادية الانتقالية والإثيوبية القوات لتولي العاصمة وكان يخشى من أن الاتحاد سيتخذ موقفا متحديا الماضي في كسماوي عندما جيليب معركة بدأت في 31 كانون الأول / ديسمبر 2006، وشيوخ العشائر ضمن كسماوي يقال طالب اتحاد المحاكم الإسلامية مغادرة المدينة. محمد العربي، وهو زعيم عشيرة وقال «قلنا لهم أنهم سيخسرون، وأنه سيتسبب في تدمير مدينتنا.» ولكن تمرد داخل الاتحاد تسبب قواتها في التفكك، والتخلي عن كل من جيليب وكيسمايو. كانت التقارير إلى أن فروا نحو الحدود الكينية. وان القوات الإثيوبية انسحبت من كيسمايو في آذار / مارس 2007، على أن يترك إلى الحكومة الاتحادية الانتقالية.
واعتبارا من كانون الأول / ديسمبر 2007، وقوات اتحاد المحاكم الإسلامية سيطرت على ما يقرب من نصف المدينة، وحوالي نصف أحياء مقديشو، والتي يبلغ مجموعها نحو 80 ٪ من الأراضي السابق، تاركا النظام المدعوم من أثيوبيا في نفس الحالة غير المستقرة كما كان في بيدوة في بداية عام 2007.
وفي أيار / مايو 2009، الحكومة المدينة «أرسلت المقاتلين والاسلحة والمركبات لدعم جماعات المعارضة القتال في مقديشو»، وكثفت الجهود لتجنيد الجهاديين من الجنود. الشيخ أبو بكر Sayli'i، حي بين الشباب تعيين رئيس بلدية مدينة كيسمايو، وأوضح: «إن الإدارة وشعب كيسمايو ليست محايدة في مقديشو الحرب، لأنها تدعم المجاهدين الذين وهمية ضد الحكومة».

## الحكومة
أنشئت في 6 سبتمبر 2008. وأفيد أعضاء ممثلة اتحاد المحاكم الإسلامية وآل بين الشباب (ثلاثة أعضاء لكل منهما) إضافة إلى جماعة محلية (عضو واحد) والذي كان له دور في الهجوم العسكري. ممثلون عن اتحاد المحاكم الإسلامية قد شككت في شرعية السلطة.

## المناخ
مدينة كيسمايو الواقعة في خصب وادي جوبا، ومعروف عن الشواطئ الجميلة والنظيفة والمناخ الاستوائي. والمناخ الساخن على مدار العام، والرياح الموسمية والرياح الموسمية، وعدم انتظام سقوط الأمطار مع تكرار حالات الجفاف. «غو» الأمطار، المعروف أيضا باسم الرياح الموسمية الجنوبية الغربية، وتبدأ في نيسان / أبريل وحتى يونيو الماضي، وإنتاج كبير للمياه العذبة، والسماح الخصبة لنمو النباتات. موسم الغو تليها الجفاف.
| البيانات المناخية لـكيسمايو                                                                        | البيانات المناخية لـكيسمايو | البيانات المناخية لـكيسمايو | البيانات المناخية لـكيسمايو | البيانات المناخية لـكيسمايو | البيانات المناخية لـكيسمايو | البيانات المناخية لـكيسمايو | البيانات المناخية لـكيسمايو | البيانات المناخية لـكيسمايو | البيانات المناخية لـكيسمايو | البيانات المناخية لـكيسمايو | البيانات المناخية لـكيسمايو | البيانات المناخية لـكيسمايو | البيانات المناخية لـكيسمايو |
| الشهر                                                                                              | يناير                       | فبراير                      | مارس                        | أبريل                       | مايو                        | يونيو                       | يوليو                       | أغسطس                       | سبتمبر                      | أكتوبر                      | نوفمبر                      | ديسمبر                      | المعدل السنوي               |
| -------------------------------------------------------------------------------------------------- | --------------------------- | --------------------------- | --------------------------- | --------------------------- | --------------------------- | --------------------------- | --------------------------- | --------------------------- | --------------------------- | --------------------------- | --------------------------- | --------------------------- | --------------------------- |
| الدرجة القصوى °م (°ف)                                                                              | 31.8 (89.2)                 | 33.1 (91.6)                 | 34.0 (93.2)                 | 37.8 (100.0)                | 34.0 (93.2)                 | 34.0 (93.2)                 | 32.3 (90.1)                 | 32.4 (90.3)                 | 30.3 (86.5)                 | 31.5 (88.7)                 | 32.2 (90.0)                 | 33.0 (91.4)                 | 37.8 (100.0)                |
| متوسط درجة الحرارة الكبرى °م (°ف)                                                                  | 29.6 (85.3)                 | 29.9 (85.8)                 | 31.0 (87.8)                 | 31.8 (89.2)                 | 30.4 (86.7)                 | 28.6 (83.5)                 | 28.0 (82.4)                 | 28.3 (82.9)                 | 28.6 (83.5)                 | 29.5 (85.1)                 | 30.5 (86.9)                 | 30.5 (86.9)                 | 29.7 (85.5)                 |
| المتوسط اليومي °م (°ف)                                                                             | 27.1 (80.8)                 | 27.3 (81.1)                 | 28.2 (82.8)                 | 28.6 (83.5)                 | 27.3 (81.1)                 | 26.1 (79.0)                 | 25.6 (78.1)                 | 25.7 (78.3)                 | 26.0 (78.8)                 | 26.8 (80.2)                 | 27.5 (81.5)                 | 27.5 (81.5)                 | 27.0 (80.6)                 |
| متوسط درجة الحرارة الصغرى °م (°ف)                                                                  | 24.2 (75.6)                 | 24.5 (76.1)                 | 25.4 (77.7)                 | 25.8 (78.4)                 | 24.8 (76.6)                 | 23.5 (74.3)                 | 23.1 (73.6)                 | 23.3 (73.9)                 | 23.3 (73.9)                 | 24.0 (75.2)                 | 24.5 (76.1)                 | 24.4 (75.9)                 | 24.2 (75.6)                 |
| أدنى درجة حرارة °م (°ف)                                                                            | 21.0 (69.8)                 | 22.0 (71.6)                 | 23.0 (73.4)                 | 21.3 (70.3)                 | 20.0 (68.0)                 | 21.0 (69.8)                 | 19.0 (66.2)                 | 21.0 (69.8)                 | 22.0 (71.6)                 | 22.4 (72.3)                 | 22.5 (72.5)                 | 22.0 (71.6)                 | 19.0 (66.2)                 |
| معدل هطول الأمطار مم (إنش)                                                                         | 1 (0.0)                     | 1 (0.0)                     | 3 (0.1)                     | 39 (1.5)                    | 111 (4.4)                   | 89 (3.5)                    | 52 (2.0)                    | 21 (0.8)                    | 21 (0.8)                    | 15 (0.6)                    | 17 (0.7)                    | 3 (0.1)                     | 374 (14.7)                  |
| متوسط الأيام الممطرة (≥ 0.1 mm)                                                                    | 0                           | 0                           | 0                           | 4                           | 7                           | 11                          | 9                           | 5                           | 3                           | 2                           | 2                           | 1                           | 43                          |
| متوسط الرطوبة النسبية (%)                                                                          | 77                          | 76                          | 76                          | 77                          | 80                          | 80                          | 80                          | 79                          | 78                          | 78                          | 77                          | 77                          | 78                          |
| ساعات سطوع الشمس الشهرية                                                                           | 235.6                       | 226.0                       | 248.0                       | 210.0                       | 257.3                       | 207.0                       | 192.2                       | 251.1                       | 225.0                       | 248.0                       | 225.0                       | 217.0                       | 2٬742٫2                     |
| ساعات سطوع الشمس اليومية                                                                           | 7.6                         | 8.0                         | 8.0                         | 7.0                         | 8.3                         | 6.9                         | 6.2                         | 8.1                         | 7.5                         | 8.0                         | 7.5                         | 7.0                         | 7.5                         |
| نسبة وصول أشعة الشمس                                                                               | 64                          | 73                          | 69                          | 62                          | 59                          | 57                          | 56                          | 62                          | 64                          | 66                          | 66                          | 66                          | 64                          |
| المصدر #1: الأرصاد الجوية الألمانية                                                                |                             |                             |                             |                             |                             |                             |                             |                             |                             |                             |                             |                             |                             |
| المصدر #2: Food and Agriculture Organization: Somalia Water and Land Management (percent sunshine) |                             |                             |                             |                             |                             |                             |                             |                             |                             |                             |                             |                             |                             |

## الاقتصاد
في تشرين الأول / أكتوبر 2008، كان معدل العمل اليومي تقدر +157500 شلن صومالي (4.50 دولار) ارتفاعا من 52,000 دولار (2.21) في كانون الثاني / يناير 2008، في حين أن سعر كيلو الأرز الاحمراء ارتفعت من 14170 دولار (0.61) إلى 46,000 دولار (1.31)ألف ليتر من وقود الديزل بتكلفة 43,000 شلن (1.23 دولار) وتكاليف جمل أكثر من 15 مليون شلن (435 دولارا) إجمالي إنتاج الحبوب نحو كيسمايو وتشير التقديرات إلى أن
كان هناك مصنع للحوم التعليب، والمدابغ ومصانع حديثة الأسماك. وهناك نوعان من السكر ومعامل التكرير، واحدة بالقرب من جيليب على الوصول إلى أقل من واحد في جوبا وجوهر.

## السكان
قدر عدد سكان المدينة بحسب تقديرات صندوق الأمم المتحدة للسكان في الصومال لعام 2014 نحو 489,307 نسمة، ويتألفون من سكان الحضر 172,861، ويبلغ عدد سكان الريف 161,512,
والبدو الرحل 124,334 مع وجود 30,600 نازح.

## المواصلات

### المطارات

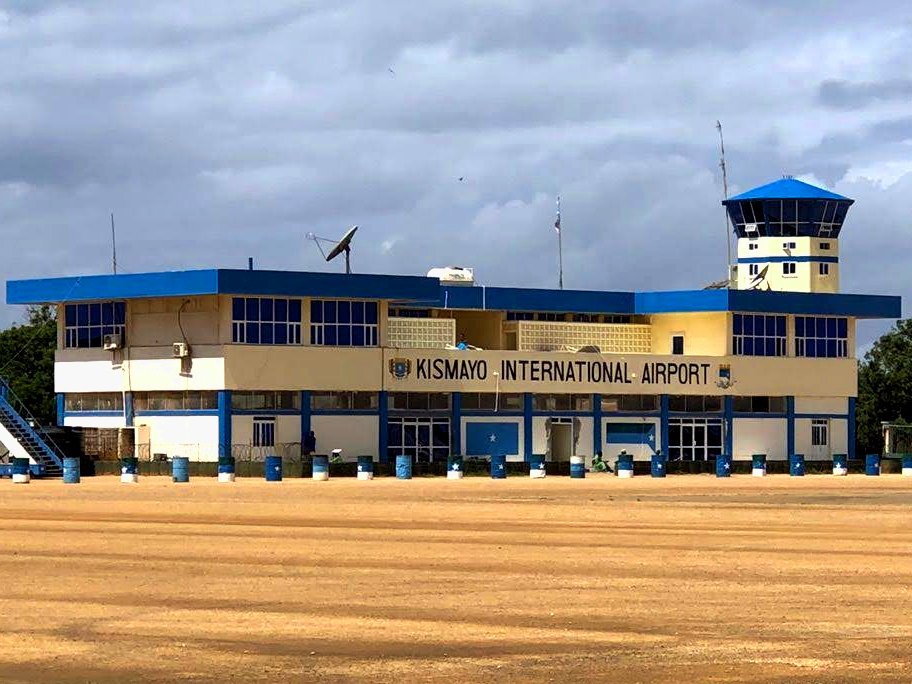
مطار كيسمايو

يتم تلبية احتياجات النقل الجوي في كيسمايو من خلال مطار كيسمايو، الذي يقع على بعد حوالي 10 كم من المدينة. كان في السابق قاعدة تدريب للقوات الجوية الصومالية. بعد اندلاع الحرب الأهلية، تم إغلاق المطار لفترة من الوقت وتضررت بنيته التحتية بشكل كبير. ومع ذلك، أعيد فتح المنشأة في أكتوبر 2008 من قبل اتحاد المحاكم الإسلامية بعد خضوعها لبعض الجديدات. في نفس العام، تمت إعادة تسمية المطار أيضًا على اسم الإمام أحمد جوري، وهو قائد عسكري صومالي في القرن السادس عشر.